# Sacco e Vanzetti (testo teatrale)
Sacco e Vanzetti è un dramma teatrale in tre atti, scritto nel 1960 da Mino Roli e Luciano Vincenzoni, adattando un soggetto cinematografico dello stesso Vincenzoni: ricostruisce fedelmente la vera storia dei due anarchici italiani Nicola Sacco e Bartolomeo Vanzetti, condannati a morte a Boston nel 1927 per un delitto che non avevano commesso.
È uno dei primi esempi italiani di teatro-cronaca.
Il bimestrale Teatro Nuovo – fondato e diretto da Ghigo De Chiara, Maurizio Scaparro e Lamberto Trezzini – ne pubblicò il testo poco tempo dopo la prima rappresentazione, avvenuta il 27 dicembre 1960 al teatro Parioli di Roma, nell'allestimento della Compagnia "Attori Associati", con la regia di Giancarlo Sbragia.
Gli interpreti principali erano: Ivo Garrani (Vanzetti), Gian Maria Volonté (Sacco), Enrico Maria Salerno (il procuratore), Valeria Valeri (Rosa Sacco), Riccardo Cucciolla (Celestino Madeiros), Silvano Tranquilli (il tenente). Le scene e i costumi erano di Piero Zuffi.
Alla prima romana era presente la sorella di Vanzetti, Vincenzina. Lei e il fratello Ettore, vivendo in Piemonte, sarebbero poi intervenuti anche all'esordio a Torino, nel gennaio 1962.
Lo spettacolo ricevette due premi I.D.I. per la stagione 1960-1961, consegnati a Riccione: agli autori e a Sbragia per la regia. A Enrico Maria Salerno fu assegnato il Premio San Genesio per la migliore interpretazione maschile. Ulteriore riconoscimento fu una “Pleiade d'oro 1961” agli autori.
La compagnia lo ripropose nella stagione 1961-1962 con alcune sostituzioni: Cucciolla subentrò a Volonté nel ruolo di Sacco, Sbragia a Salerno in quello del procuratore. Fra i nuovi attori anche un giovanissimo Lando Buzzanca.
In occasione della tournée, vennero raccolte firme per una petizione da consegnare al Presidente del Consiglio, affinché chiedesse agli Stati Uniti di riabilitare i due anarchici, riconoscendone ufficialmente l'innocenza.
Il testo di Roli e Vincenzoni ebbe poi una versione francese, messa in scena a Parigi e in altre città della Francia nella stagione 1963-1964.

## Curiosità
- Durante le prove dello spettacolo, a Roma nel dicembre 1960, avvenne un singolare incidente: Garrani e Volonté una sera rimasero ammanettati per circa due ore, in quanto nessuno riusciva più ad aprire le manette usate nella scena dell'arresto. Si rese necessario l'intervento di un fabbro per liberarli, quindi di un medico per il gonfiore ai polsi.[5]

## Dal teatro al cinema
In una intervista pubblicata da Teatro Nuovo insieme al testo teatrale, Vincenzoni dava per imminente la versione cinematografica del proprio lavoro, i cui diritti aveva venduto un paio d'anni prima a Dino De Laurentiis: « Roli ed io abbiamo scritto la presceneggiatura del film, tenendo d'occhio una vastissima documentazione. » 
Annunciava poi la collaborazione di altri sceneggiatori: « Di certo alcuni americani e con tutta probabilità Arthur Miller. »
Quanto al cast: « Si fanno i nomi di Vittorio Gassman, di Dean Martin, di qualcuno degli interpreti dell'attuale versione teatrale, di Frank Sinatra. »
Il regista sarebbe stato certamente statunitense, come pure l'ambientazione: « La pellicola sarà totalmente realizzata in America, ove il dramma di Sacco e Vanzetti ha avuto già più di una versione spettacolare. »
Concludeva Vincenzoni: « Ci accingiamo a questo film tenendo ben presenti le parole che scrisse Albert Einstein: "Tutto dovrebbe esser fatto per mantenere vivo il tragico caso di Sacco e Vanzetti nella coscienza dell'umanità". »
In realtà il film annunciato da Luciano Vincenzoni - ma anche, più volte, da De Laurentiis - non si fece mai: dieci anni dopo fu il regista Giuliano Montaldo a realizzare Sacco e Vanzetti, con altri produttori ma avvalendosi – rispetto alla versione teatrale – della collaborazione di Mino Roli e delle straordinarie interpretazioni di Cucciolla (Sacco, come già in scena) e Volonté (cui toccò stavolta il ruolo di Vanzetti).